# Pigmeos africanos

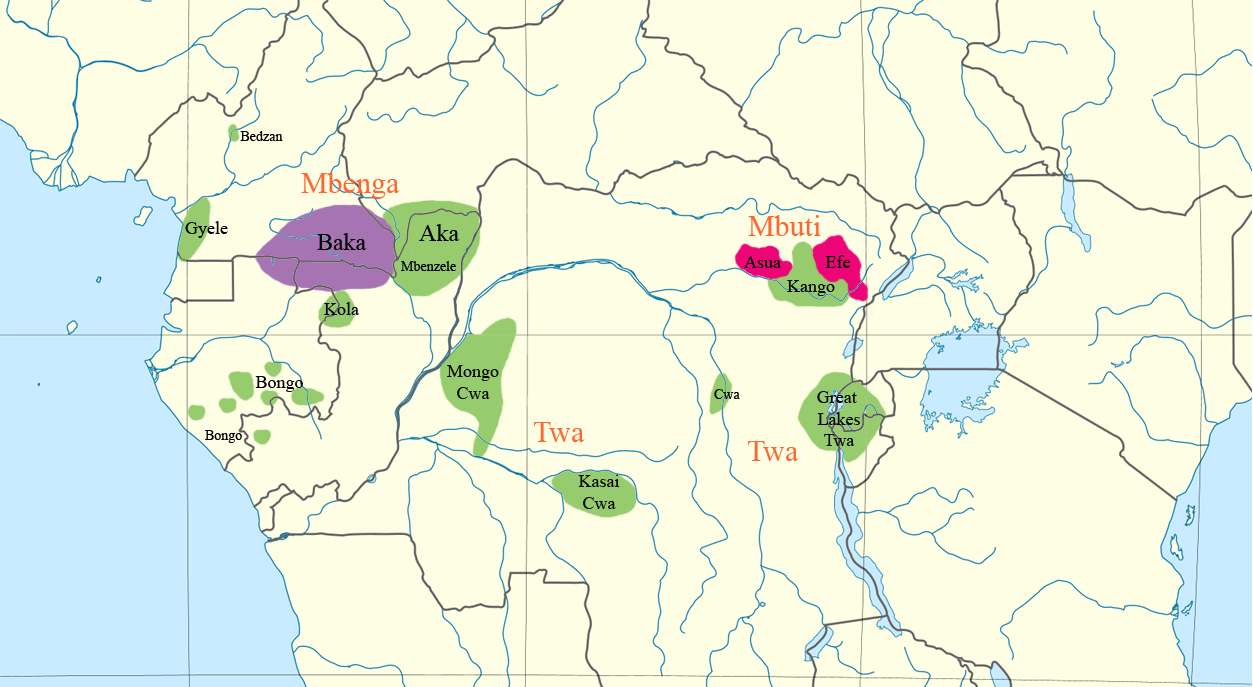
Un mapa que muestra la distribución de los pigmeos de la República del Congo y sus lenguas según Bahuchet (2006). Los Twa del sur no se muestran.

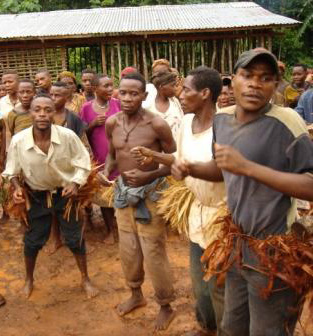
Bailarines pigmeos Baka en la provincia oriental de Camerún (2006).

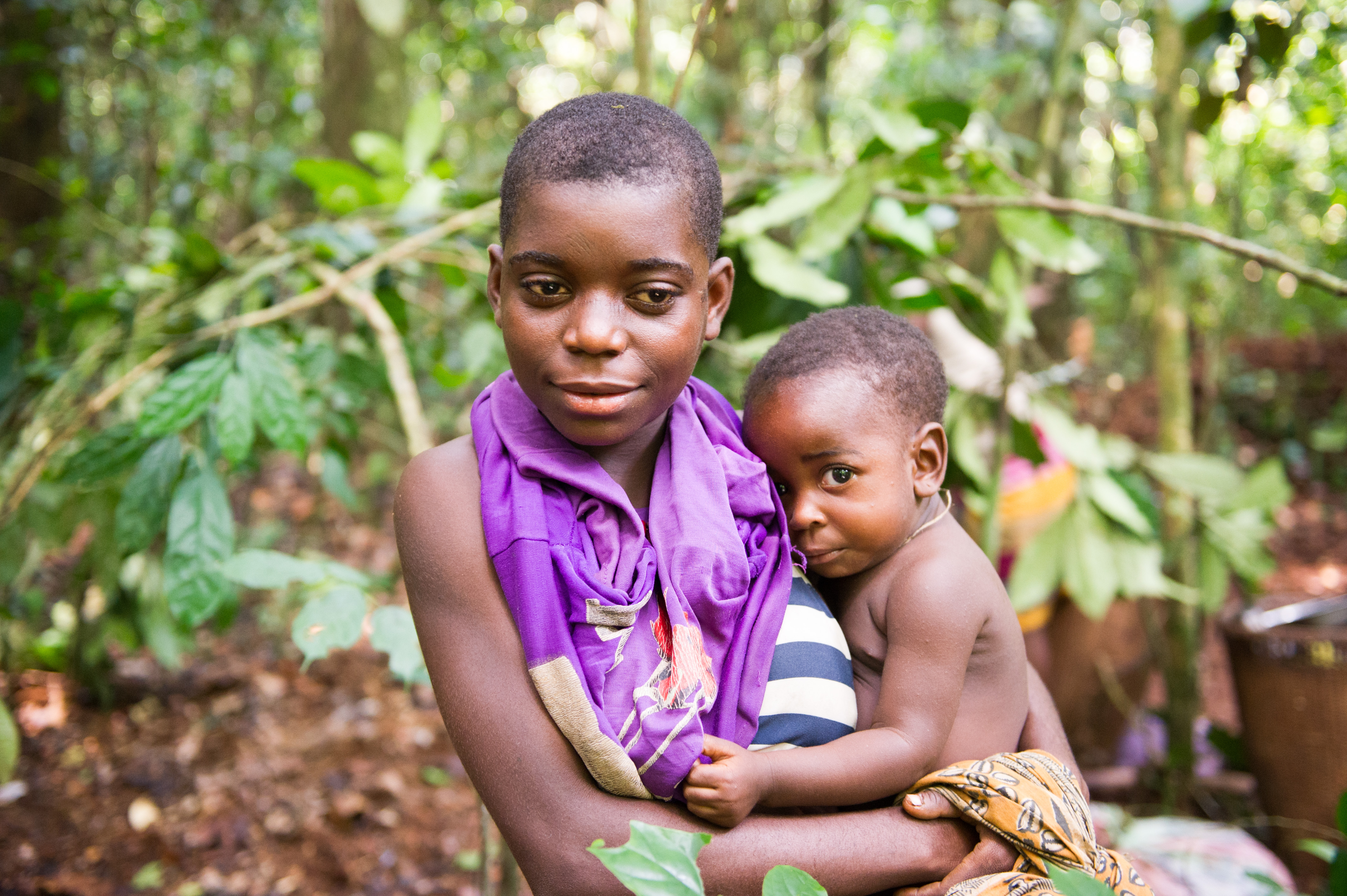
Pueblo aka una madre e hijo, República Centroafricana (2014).

Los Pigmeos africanos (o Pigmeos Congo también en sus variedades de «forrajeros centroafricanos», «cazadores-recolectores de la selva tropical africana» (RHG) o «pueblos de los bosques de África Central»,) son un grupo de etnias tribales, que tradicionalmente subsisten en un estilo de vida de búsqueda de alimento en el bosque y cazador-recolector, nativos en África Central, sobre todo en la cuenca del Congo.
Los pigmeos africanos se dividen en aproximadamente tres grupos geográficos:
- al oeste los Mbenga (Camerún, Gabón, República Democrática del Congo, República Centroafricana),
- al este los Bambuti o Mbuti de la cuenca del Congo (República democrática del Congo)
- al centro y meridional los Batwa o Twa (Ruanda, Burundi, República Democrática del Congo, Tanzania, Uganda, Zambia, Angola y Namibia). Los Twa del Sur más dispersos (y más variables en fisiología y estilo de vida) también se agrupan bajo el término «Pygmoid».

Destacan por su corta estatura (descrita como pigminismo en la literatura antropológica) y reciben su nombre por su corta estatura. Se supone que descienden de la expansión original de los humanos anatómicamente modernos de la Edad de Piedra Media hacia África Central, aunque se ven sustancialmente afectados por las migraciones posteriores desde África Occidental, desde su primera aparición en el registro histórico en el siglo XIX, limitada a una zona comparativamente pequeña dentro de África Central, diezmada en gran medida por la expansión prehistórica bantú, y ampliamente afectada por la esclavitud y el canibalismo, de la mano de los grupos bantúes vecinos.
La mayoría de los grupos pigmeos contemporáneos son únicamente parcialmente forrajeros y parcialmente comerciantes con los agricultores vecinos para adquirir alimentos cultivados y otros artículos materiales; ningún grupo vive en las profundidades de los bosques sin acceso a productos agrícolas. Se estima que un total de unos 900.000 pigmeos vivían en los bosques centroafricanos en 2016, aproximadamente el 60% de ellos en la República Democrática del Congo. El número no incluye a las poblaciones de los Twa del sur, que viven fuera del entorno forestal de África Central, en parte en ciénagas abiertas o entornos desérticos.

## Nombre

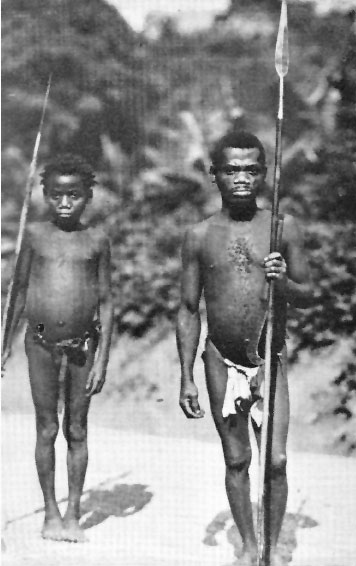
Congo. Padre e hijo pigmeo (Congo belga en guerra, 1942).

El término pigmeo, como se usaba para referirse a la gente diminuta, deriva de Griego clásico πυγμαίος, "pugmaios" (vía latín Pygmaeus, plural Pygmaei), un término para «enano» de la mitología griega. La palabra se deriva de πυγμή pygmē, un término para codo (lit. «puño»), lo que sugiere una altura diminuta.
El uso del término pigmeo en referencia a los cazadores-recolectores africanos de estatura pequeña data de principios del siglo XIX, en inglés, primero por John Barrow, Travels Into the Interior of Southern Africa (1806). Sin embargo, el término se usó de manera difusa, y se trató como afirmaciones infundadas de «tribus enanas» entre la población de los bosquimanos del interior de África, hasta la  exploración de la cuenca del Congo de la década de 1870. Un comentarista que escribió en 1892 afirmó que, hace treinta años —en la década de 1860—, «nadie creía en la existencia de tribus enanas africanas» y que «se necesitó una autoridad como el Dr. Schweinfurth para demostrar que los pigmeos realmente existen en África», (referencia a Georg August Schweinfurth The Heart of Africa, publicado en 1873). El término «pigmeo africano» se utiliza para la desambiguación del término «pigmeo asiático», un nombre que se aplica a las poblaciones de Negrito del sudeste asiático.
Dembner (1996) reportó un «desdén universal por el término 'pigmeo'» entre los pueblos pigmeos de África Central: 
el término se considera peyorativo, y las personas prefieren que se les llame por el nombre de sus respectivos grupos étnicos o tribales, como Aka, Mbuti y Twa.
No hay una clara sustitución del término pigmeo en referencia al gran paraguas del grupo. Un término descriptivo que se ha utilizado desde la década de 2000 es «forrajeros centroafricanos».
La alternativa «Gente del bosque [de África central]»" tiene un uso limitado a principios de la década de 2000.
Los nombres regionales usados colectivamente del grupo occidental de pigmeos son Bambenga (la forma plural de Mbenga) usada en el idioma kikongo y Bayaka (la forma plural de Aka), usada en la República Centroafricana.

## Grupos

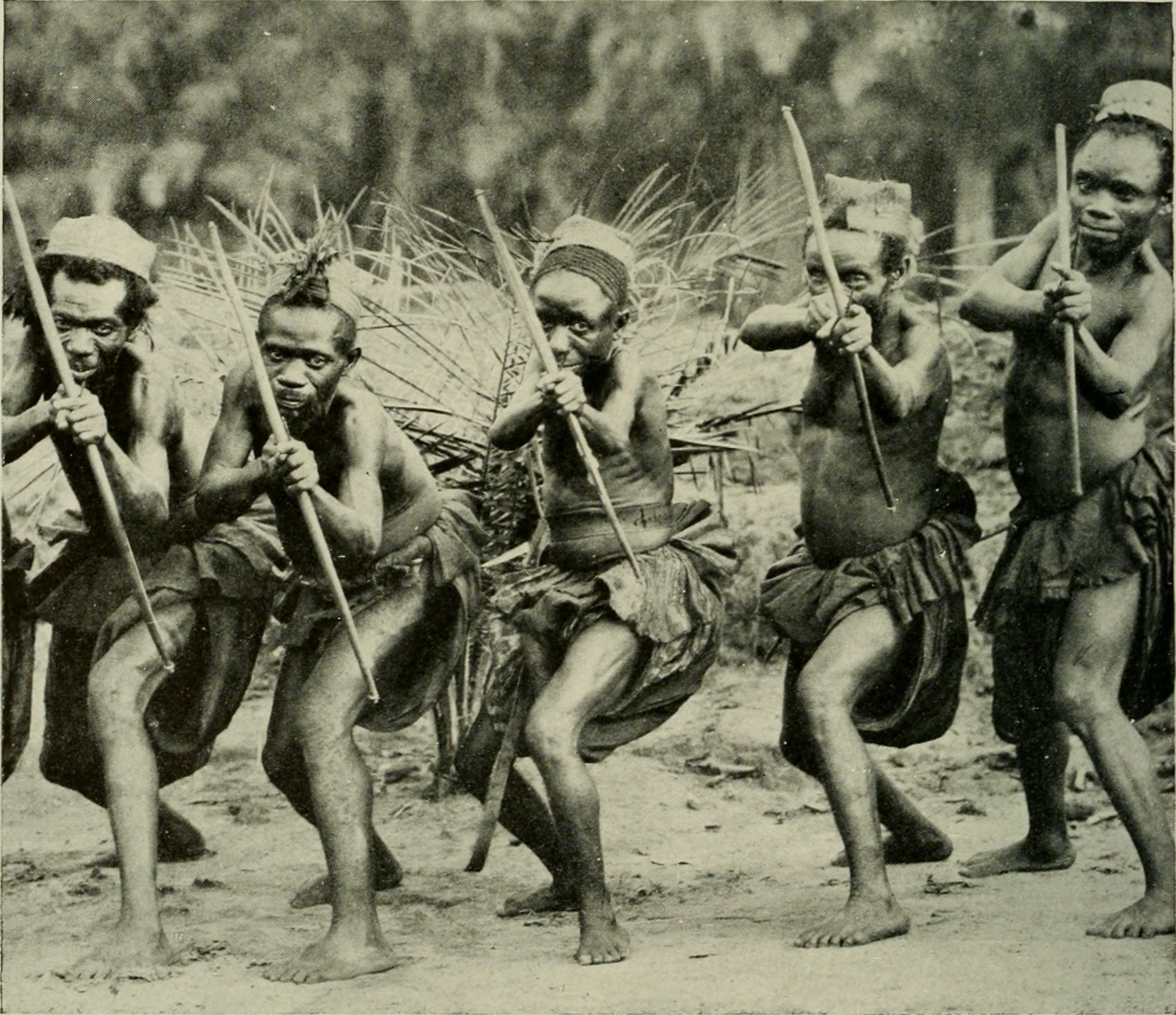
Un grupo de pigmeos de Nala (provincia de Alto Uele, noreste del Congo) posando con arcos y flechas (hacia 1915)

Los pigmeos del Congo hablan lenguas de las familias lingüísticas de Níger-Congo y Sudán Central. Se supone que los pigmeos alguna vez hablaron su propio idioma(s), pero, «al vivir en simbiosis con otros africanos en tiempos prehistóricos, adoptaron idiomas que pertenecen a estas dos familias». Ha habido una mezcla significativa entre los bantúes y los pigmeos. Hay por lo menos una docena de grupos pigmeos, a veces no relacionados entre sí, suman al menos 350,000 en la cuenca del Congo. Los más conocidos son los Mbenga (Aka y Baka) de la cuenca occidental del Congo que hablan lenguas bantú y ubangiana; los Mbuti (Efe y otros) del Bosque de Ituri, que hablan lenguas bantúes y sudanés central, y los Twa de los Grandes Lagos, que hablan bantu Ruanda-Rundi. Todos los pueblos pigmeos atestiguados hablan idiomas de estas tres familias lingüísticas, y solo tres pueblos, los Aka, Baka y Asua, tienen su propio idioma. Si bien existe una escasez de sitios arqueológicos excavados en África Central que podrían respaldar esta hipótesis, los estudios genéticos han demostrado que las poblaciones pigmeas poseen antiguos linajes divergentes de ADN Y (especialmente los haplogrupos A y B) en altas frecuencias en contraste con sus vecinos (que poseen principalmente haplogrupo E).

## Estatura baja

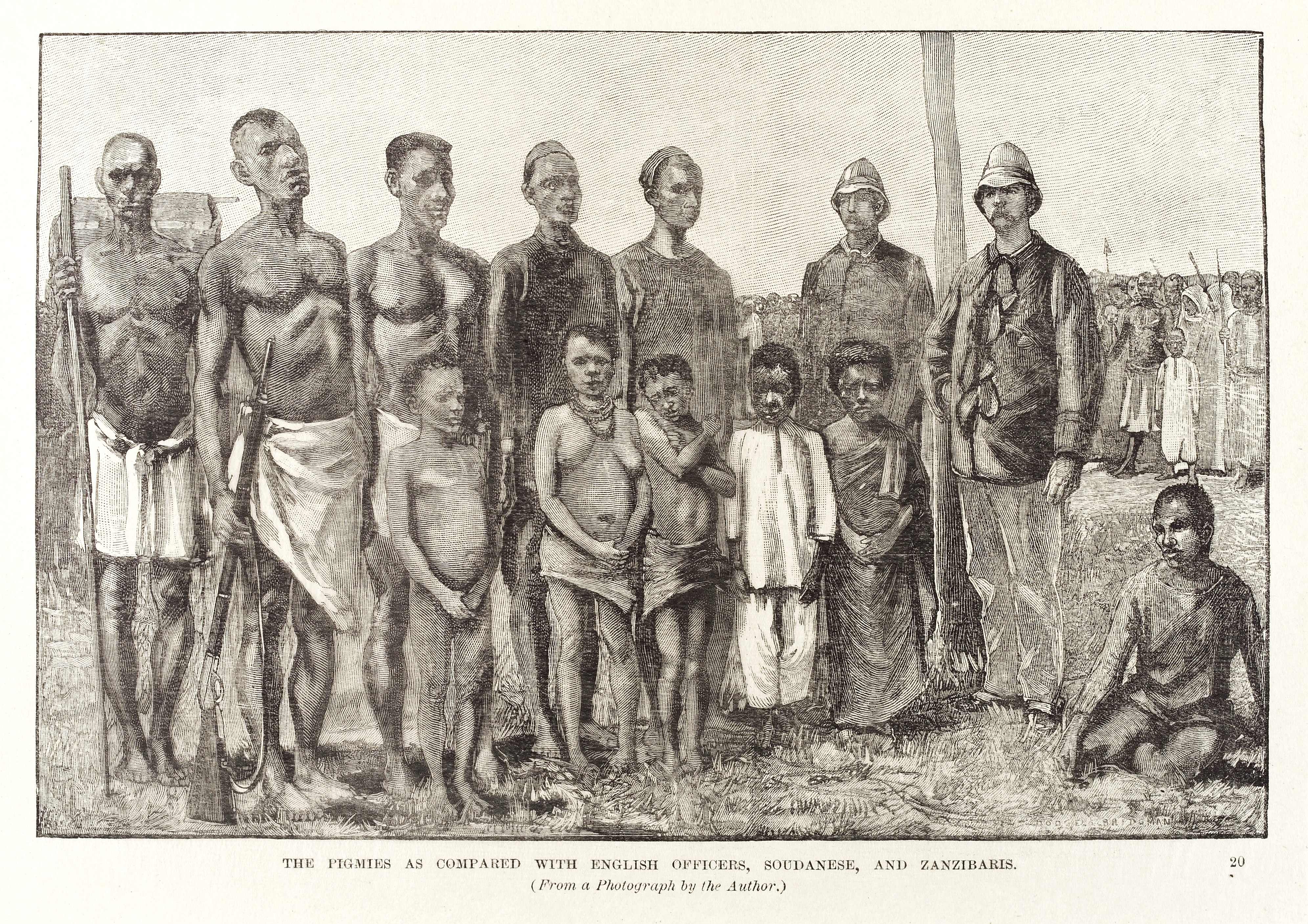
Comparación de tamaños entre pigmeos, oficiales ingleses, sudaneses y zanzibaris (1890).

Se han propuesto varias hipótesis para explicar la baja estatura de los «pigmeos africanos». Blecker, y otros, sugieren que el pigmeo africano puede haber evolucionado como una adaptación a los niveles promedio significativamente más bajos de luz ultravioleta disponibles bajo el dosel de los ambientes de la selva tropical. En escenarios hipotéticos similares, debido al acceso reducido a la luz solar, se produce una cantidad comparativamente menor de vitamina D formulada anatómicamente, lo que resulta en una absorción restringida de calcio en la dieta y, por consiguiente, en un crecimiento y mantenimiento óseo restringido, lo que forma una masa ósea promedio de la población en general, cercana a la periferia más baja del espectro, entre los seres humanos modernos desde el punto de vista anatómico.
Una evidencia adicional sugiere que, en comparación con otras poblaciones de África subsahariana, las poblaciones pigmeas africanas muestran niveles inusualmente bajos de expresión de los genes que codifican para la hormona del crecimiento humano y su receptor asociado con niveles bajos en suero de factor de crecimiento insulínico tipo 1 y corto de estatura.